# Aurélien Clerc
Aurélien Clerc (* 6. August 1979 in Vevey) ist ein ehemaliger Schweizer Radrennfahrer.

## Karriere
Clerc wurde 2001 Mitglied beim Post Swiss Team, nachdem er dort 2000 zwei Monate als Stagiaire gefahren war. Nach seinem Wechsel zu Mapei-Quick Step im Jahr 2002 fuhr der Sprinter seine ersten Erfolge ein, indem er neben dem belgischen Eintagesrennen Nokere Koerse auch einzelne Teilstücke kleinerer Rundfahrten gewann. In den Folgejahren entschied er Etappen bei der Picardie-Rundfahrt und der Burgos-Rundfahrt für sich, ehe er 2005 erstmals auch in der Pro Tour auf sich aufmerksam machen konnte. Zwar blieb er ohne Sieg, zeigte sich jedoch sowohl beim Giro d’Italia als auch bei der Tour de Suisse in den Massensprints auf vorderen Platzierungen.
Nach dem Etappenerfolg 2008 während der Drei Tage von Westflandern erreichte er beim Halbklassiker Gent–Wevelgem hinter Óscar Freire den zweiten Platz. Im Dezember 2009 beendete Clerc seine Karriere.

## Teams
- 2001 Post Swiss Team
- 2002 Mapei-Quick Step
- 2003–2004 Quick Step-Davitamon
- 2005–2006 Phonak Hearing Systems
- 2007–2008 Bouygues Télécom
- 2009 Ag2r La Mondiale

## Erfolge
2002
- Nokere Koerse
- eine Etappe Slowenien-Rundfahrt
- zwei Etappen Tour de Picardie
- eine Etappe Slowakei-Rundfahrt

2006
- eine Etappe Clásica Alcobendas

2007
- eine Etappe Circuit Franco-Belge

2008
- eine Etappe Drei Tage von Westflandern